# Barbarin (Navarra)
Barbarin ist ein nordspanisches Dorf und eine Gemeinde (municipio) mit 46 Einwohnern (Stand: 2024) im Süden der Autonomen Gemeinschaft Navarra. 

## Lage und Klima
Barbarin liegt gut 41 km (Fahrtstrecke) südwestlich von Pamplona bzw. ca. 32 km nordöstlich von Logroño in einer Höhe von ca. 605 m. Das Klima ist gemäßigt bis warm; Regen (600 mm/Jahr) fällt überwiegend im Winterhalbjahr.

## Bevölkerungsentwicklung
| Jahr      | 1970 | 1981 | 1991 | 2001 | 2011 | 2021 |
| Einwohner | 151  | 132  | 119  | 96   | 67   | 48   |

## Sehenswürdigkeiten
- Johanniskirche
- Georgskapelle

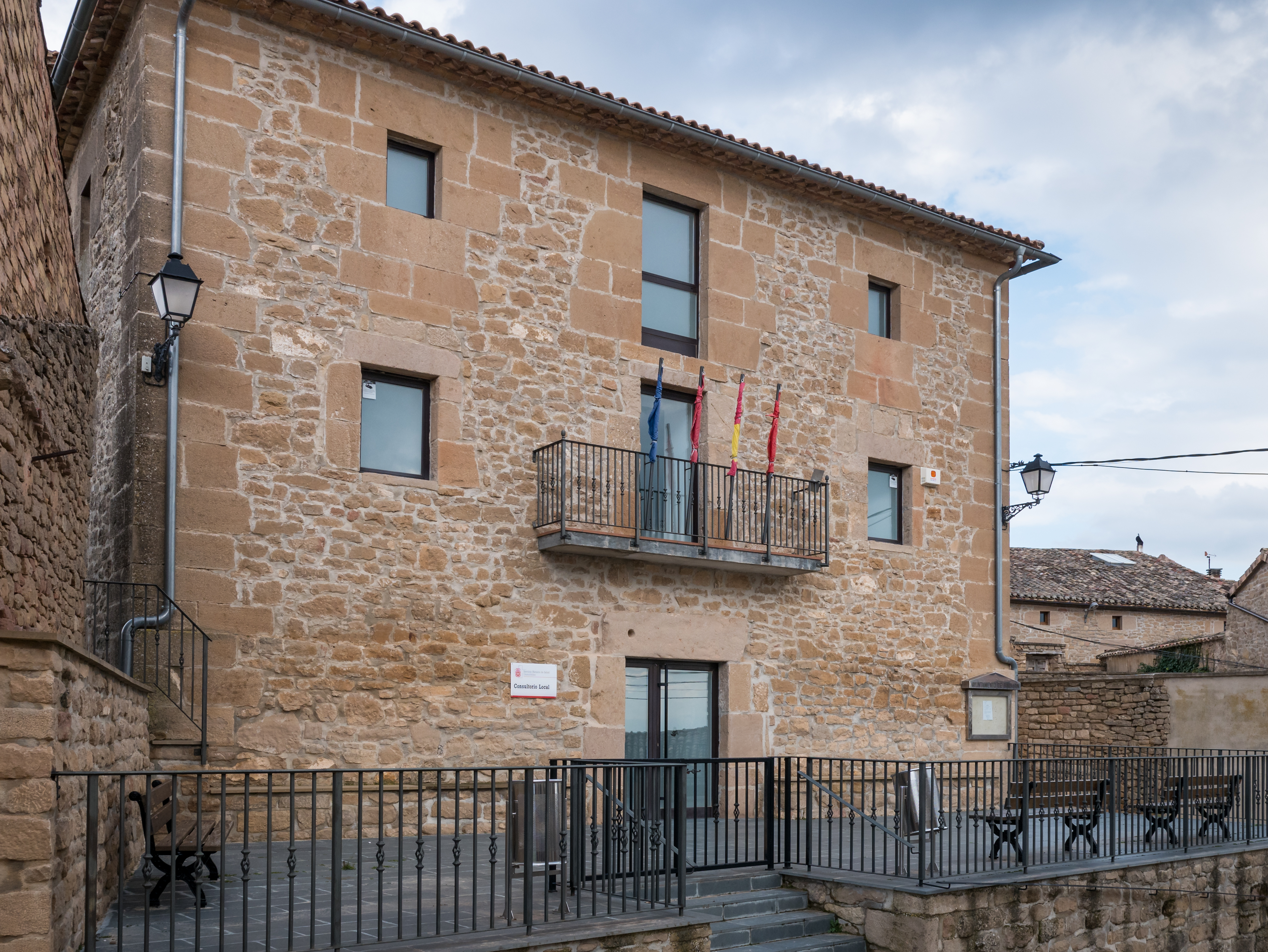
Rathaus